# Boulevard de l'Amiral-Bruix
Le boulevard de l’Amiral-Bruix est un boulevard du 16e arrondissement de Paris. C’est une partie des boulevards des Maréchaux.

## Situation et accès
Le boulevard part de l’avenue de Malakoff et arrive à la place du Maréchal-de-Lattre-de-Tassigny, où il laisse la place au boulevard Lannes. Il a une longueur de 720 mètres pour une largeur de 40 mètres.
Le boulevard de l'Amiral-Bruix est accessible par la ligne de bus de Petite Ceinture.

## Origine du nom

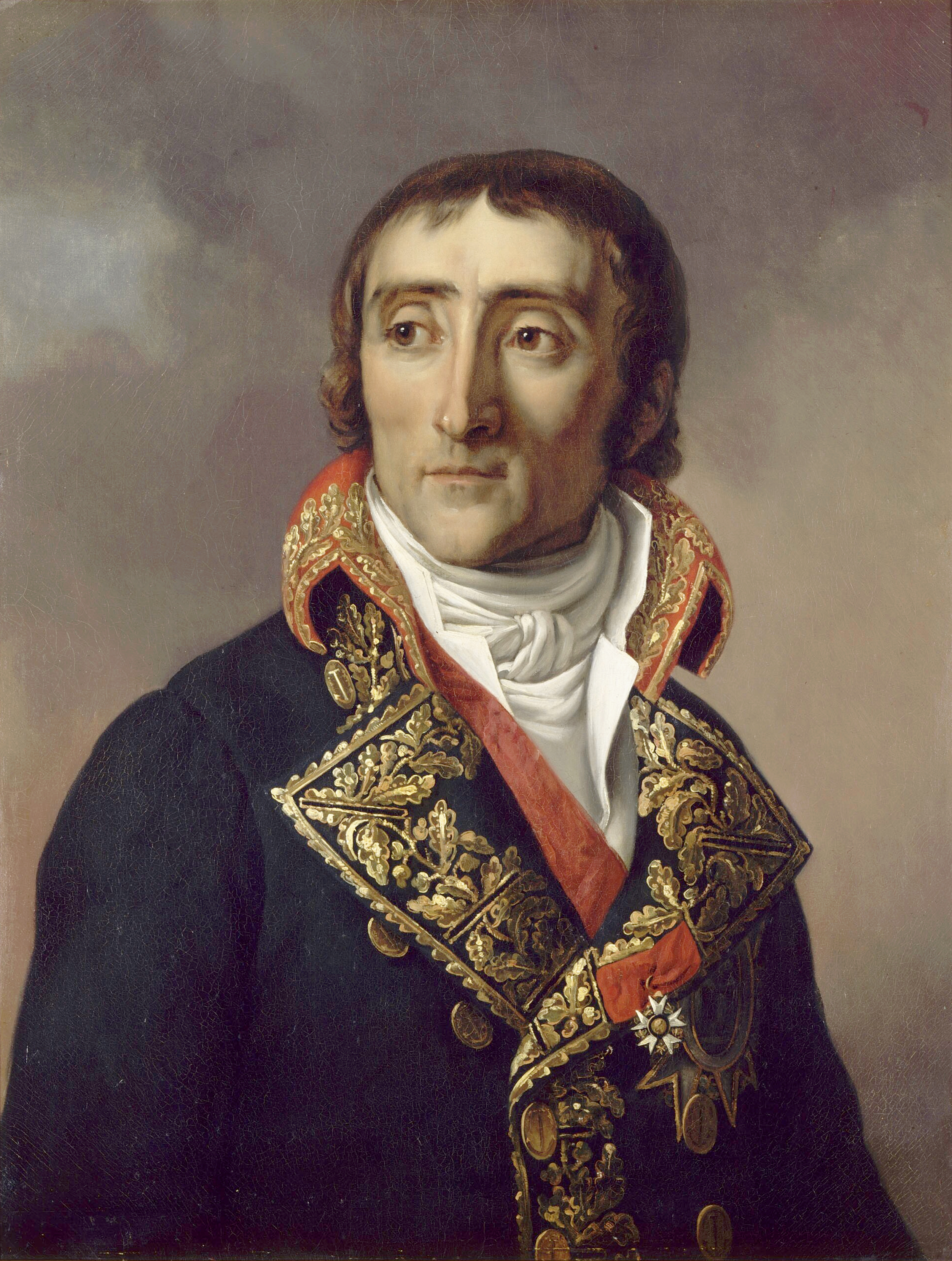
L’amiral Bruix.

Il a reçu son nom d’Étienne Eustache Bruix (1759-1805), ministre de la Marine en 1798 puis amiral et commandant maritime du camp de Boulogne.

## Historique
Cette voie qui faisait initialement partie de la rue Militaire ouverte lors de la construction de l'enceinte de Thiers en 1844 a été remise conditionnellement à la Ville de Paris par le génie militaire en exécution d'une décision ministérielle du 28 juillet 1859.
Classée dans la voirie parisienne par un décret du 23 mai 1863, la voie fait alors partie du boulevard Lannes qui longeait la ligne d'Auteuil, ouverte en 1854 et intégrée dans la ligne de Petite Ceinture en 1867. La tranchée de cette voie ferrée a été recouverte au cours des années 1930 entre la porte Maillot et la porte Dauphine, ce qui a permis l'élargissement du boulevard qui a pris sa dénomination actuelle par un arrêté du 29 juillet 1932.
Il fait partie aujourd’hui d’un des trois boulevards des Maréchaux à ne pas porter le nom d’un maréchal de France.

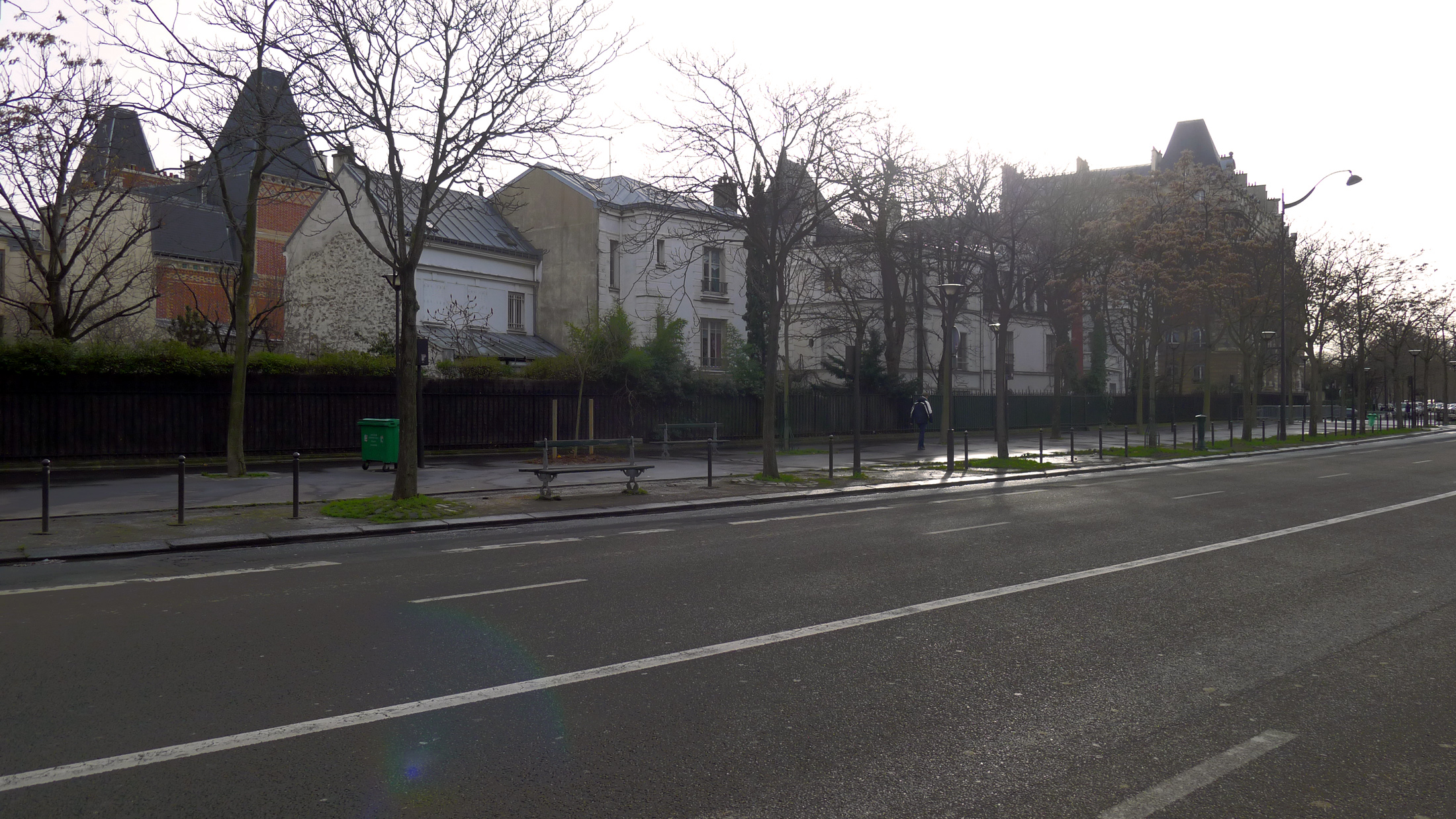
Le boulevard est bordé en partie par des villas.
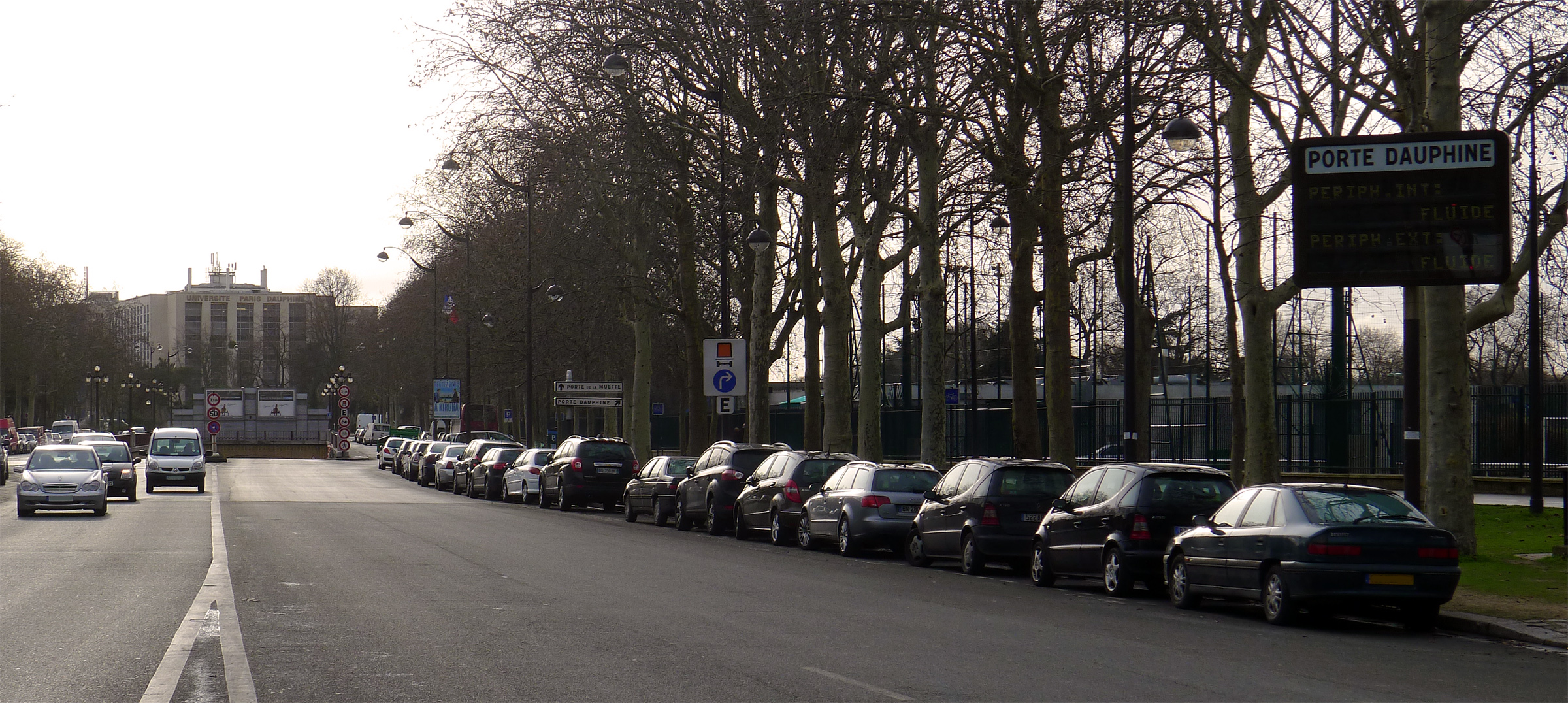
Le boulevard rejoint la porte Dauphine.
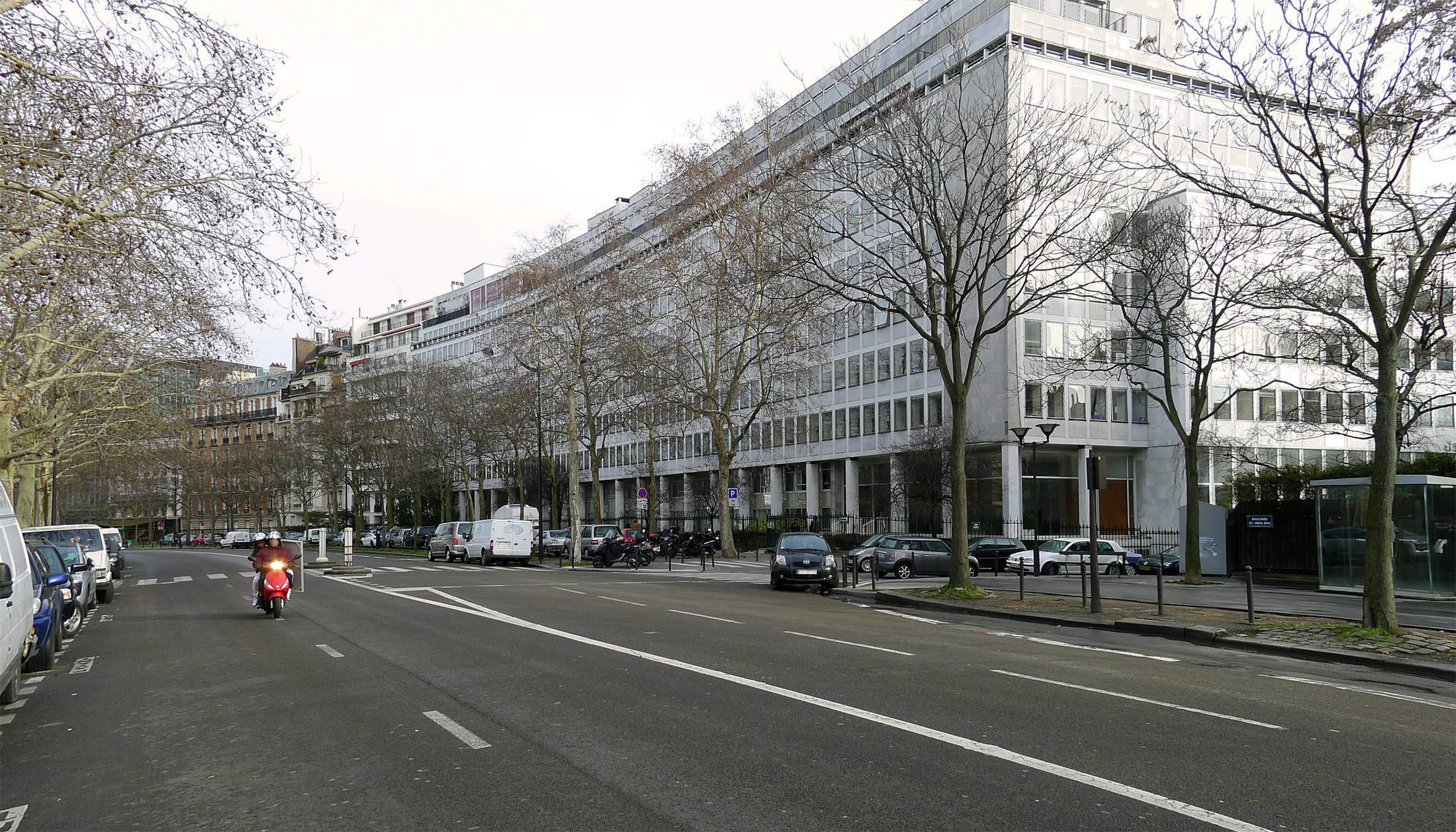
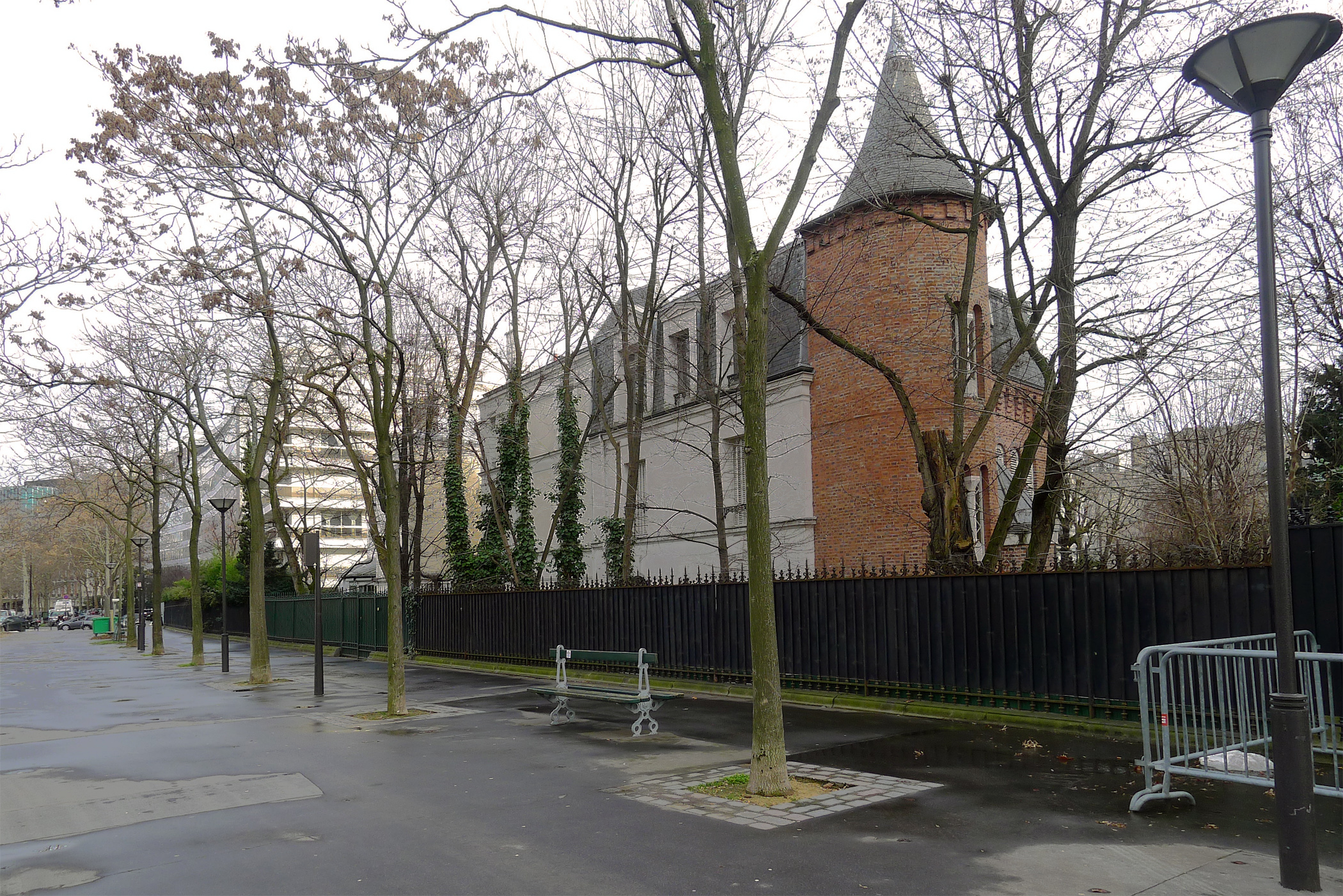
Villa.

## Bâtiments remarquables et lieux de mémoire

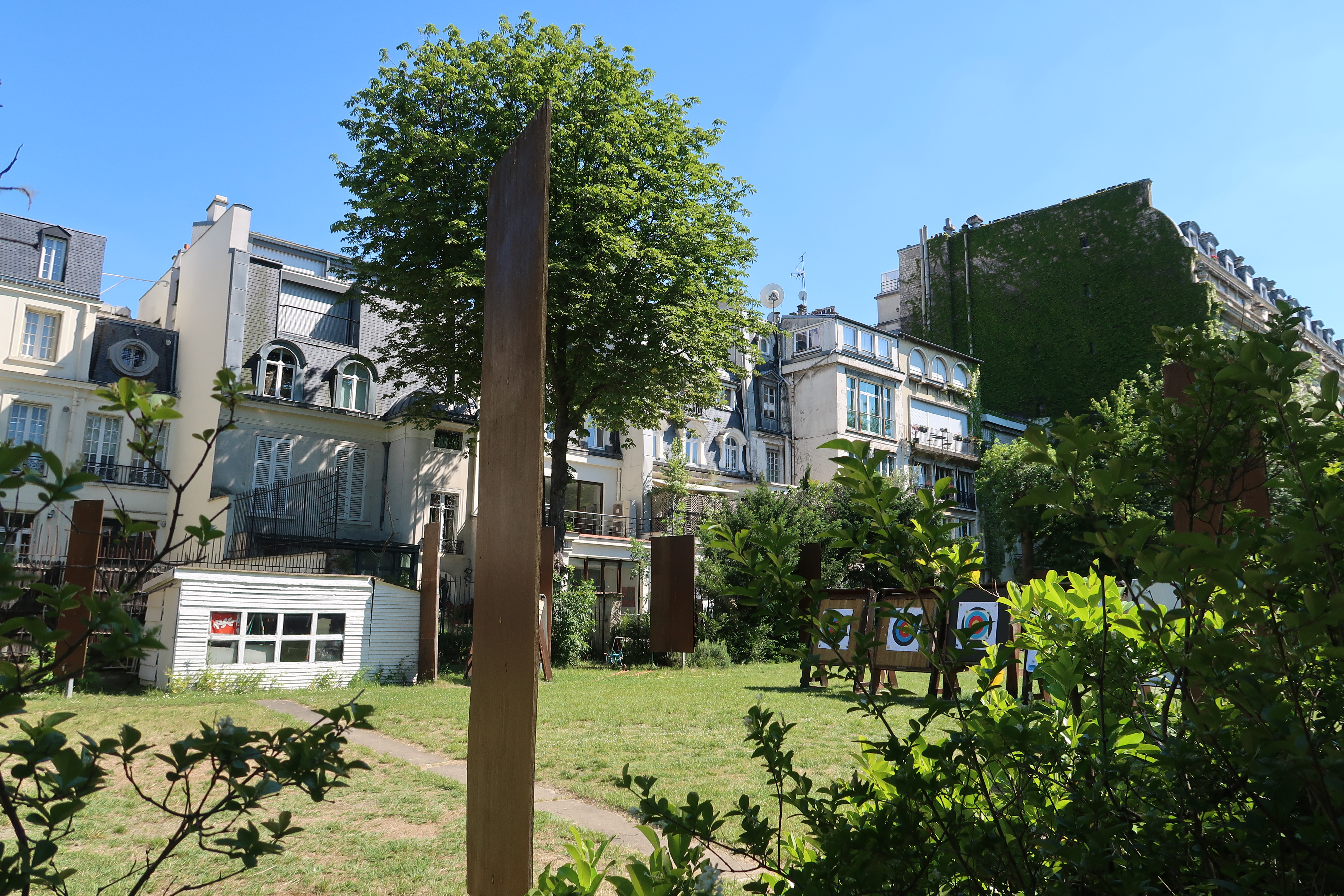
Les Archers de Paris.

- En face du no 35 : square Alexandre-et-René-Parodi, qui accueille depuis 2016 le cirque Romanès durant l'hiver[1].
- No 46 : square Anna-de-Noailles.
- No 53 : Les Archers de Paris, club de tir à l'arc.

### Cinéma
Dans le film Le Samouraï (1967) de Jean-Pierre Melville, la jeune femme qui sert d’alibi au héros réside « 11 avenue [sic] de l'Amiral-Bruix ».